# Krystyna Janda
Krystyna Jolanta Janda, es el nombre de una actriz polaca de cine y teatro nacida el 18 de diciembre de 1952. Es conocida internacionalmente por haber ganado el galardón a Mejor actriz en Festival de Cannes y por trabajar junto al director Andrzej Wajda.

## Televisión
- 1973: Czarne chmury (pl)
- 1978: Rodzina Połanieckich (pl)
- 1979: Doktor Murek (pl), Polish TV series – Zośka "Arletka"
- 1984: Eine blaßblaue Frauenschrift (de)[1] – Amelia Tachezy
- 1988: Wilder Westen inclusive (de) – Marianne Küssling
- 1989: Modrzejewska (pl), Polish TV series – Helena Modrzejewska
- 1991: Kuchnia polska (pl),
- 1993: Der große Bellheim (de) – Maria Bellheim
- 2002: Przedwiośnie (pl)
- 2003-2004: Męskie-żeńskie (pl)
- 2007: Niania (pl)
- 2011: Bez tajemnic (pl) – Barbara Lewicka

## Discografía (participación en pantalla)
- 1984: Krystyna Janda i Marek Grechuta W malinowym chruśniaku (Polskie Nagrania Muza)
- 1985: Music from Poland at midem '85 (Polskie Nagrania Muza)
- 1990: Marek Grechuta Anawa – Ocalić od zapomnienia (Polskie Nagrania Muza)
- 1991: Marek Grechuta Anawa – Ocalić od zapomnienia (Polskie Nagrania Muza)
- 1996: Summer Hits 2 – Piosenki na lato (Caston)
- 2001: Marek Grechuta Serce
- 2005: Marek Grechuta Serce (Pomaton EMI)
- 2007: Trójka live! Agnieszka Osiecka – Kobiety mojego życia (3 SKY MEDIA)
- Człowiek z żelaza śpiewa Balladę o Janku Wiśniewskim
- Na płycie „Pięć oceanów” z utworami Agnieszki Osieckiej śpiewa piosenkę „Na zakręcie”

## Premios y distinciones
Festival Internacional de Cine de Cannes
| Año  | Categoría    | Película      | Resultado |
| ---- | ------------ | ------------- | --------- |
| 1990 | Mejor actriz | Przesłuchanie | Ganador   |

Festival Internacional de Cine de San Sebastián
| Año  | Categoría                         | Película          | Resultado |
| ---- | --------------------------------- | ----------------- | --------- |
| 1992 | Concha de Plata a la mejor Actriz | Zwolnieni z życia | Ganadora  |

- Medal im. Vittoria de Siki (1990)
- Award im. Zbyszka Cybulskiego za najlepszy debiut (1978)
- Srebrny Asteroid za rolę w filmie Piotra Szulkina Golem, na XIX Międzynarodowym Festiwalu Filmów Fantastycznych w Trieście. Najlepsza rola kobieca na festiwalu (1981)
- Montreal Film Festival nagroda za rolę kobiecą (1986)
- Award im. Aleksandra Zelwerowicza – przyznawana przez redakcję „miesięcznika „Teatr” za rolę tytułową w „Medei” Eurypidesa w Teatrze Powszechnym w Warszawie (1988)
- Award Fundacji Kultury Polskiej za film Przesłuchanie (1989)
- Złota Kaczka dla najlepszej aktorki (1990)
- Najlepsza główna rola kobieca na FPFF Gdynia za film Przesłuchanie (1990)
- Nominacja do nagrody Europejskiej Akademii Filmowej za najlepszą rolę kobiecą (1990)
- Award dla najlepszej aktorki festiwalu na I Belgradzkim Festiwalu Filmów Śródziemnomorskich za rolę w filmie Ryszarda Bugajskiego Przesłuchanie (1991)
- Złota Kaczka dla najlepszej aktorki (1993)
- Award za debiut reżyserski na XX Festiwalu Filmowym w Gdyni za reżyserię filmu Pestka (1995)
- Super Złota Kaczka dla najlepszej aktorki w historii polskiego kina (1996)
- Award Publiczności Telekamera dla najpopularniejszej aktorki (1998)
- SuperWiktor za całokształt twórczości (1998)
- Polskie Nagrody Filmowe „Orły”: nominacja za najlepszą główną rolę kobiecą za film Życie jako śmiertelna choroba przenoszona drogą płciową (2001)
- Award Główna Złote Lwy za najlepszą główną rolę kobiecą na FPFF Gdynia za Parę osób, mały czas (2005)
- Medal Karola Wielkiego za wybitny dorobek aktorski oraz postawę proeuropejską. Jest pierwszą kobietą uhonorowaną tym medalem (2006)
- Polskie Nagrody Filmowe „Orły”: nominacja za najlepszą główną rolę kobiecą za film Wróżby kumaka (2006)
- Złota Kaczka dla najlepszej aktorki pięćdziesięciolecia (2007)
- Award Hiacynt „za konsekwentne wspieranie idei tolerancji w swej działalności teatralnej, filmowej i internetowej” (2007)[22]
- Polskie Nagrody Filmowe „Orły”: nominacja za najlepszą główną rolę kobiecą za film Parę osób, mały czas (2008)
- Award Miasta Stołecznego Warszawy (2011) w uznaniu zasług dla Stolicy Rzeczypospolitej Polskiej